# Edelweisspiraten

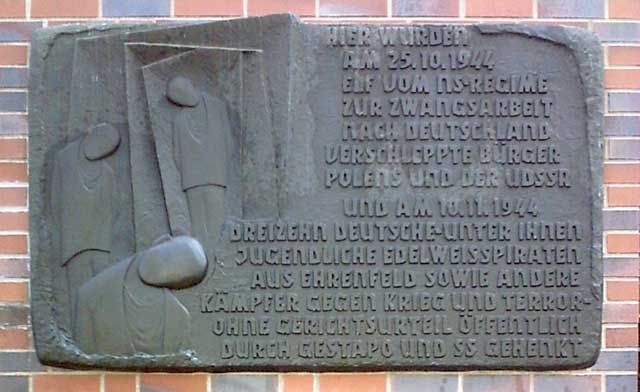
Minnestavla i Köln-Ehrenfeld över offer tillhöriga Edelweisspiraten.

Edelweisspiraten, svenska Edelweisspiraterna, var en tysk ungdomsorganisation som gjorde passivt och aktivt motstånd mot regimen i Nazityskland, i synnerhet mot Hitlerjugend.
Edelweisspiraten var etablerade i bland annat Köln, där man saboterade militära anläggningar och satte upp regimkritiska affischer. Edelweisspiraten var tämligen framgångsrika i sitt motstånd, men i oktober 1944 beordrade Gestapo att Edelweisspiraten skulle krossas.

## Ehrenfelder Gruppe
Ehrenfelder Gruppe var en motståndsgrupp med starka band till Edelweisspiraten. Gruppen, som leddes av Hans Steinbrück, var aktiv i Ehrenfeld i Köln under sommaren och hösten 1944.
Den 10 november 1944 hängdes 13 medlemmar ur Ehrenfelder Gruppe offentligt i Köln, några av dem före detta Edelweisspirater, helt utan rättegång. En av dem var den då sextonårige Bartholomäus Schink.

## Avrättade ur Ehrenfelder Gruppe
- Hans Steinbrück, född 12 april 1921
- Günther Schwarz, född 26 augusti 1928
- Gustav Bermel, född 11 augusti 1927
- Johann Müller, född 29 januari 1928
- Franz Rheinberger, född 22 februari 1927
- Adolf Schütz, född 3 januari 1926
- Bartholomäus Schink, född 25 november 1927
- Roland Lorent, född 12 mars 1920
- Peter Hüppeler, född 9 januari 1913
- Josef Moll, född 17 juli 1903
- Wilhelm Kratz, född 6 januari 1902
- Heinrich Kratina, född 15 januari 1906
- Johann Krausen, född 10 januari 1887